# Copa Cementos Fortaleza
La Copa Cementos Fortaleza, fue una competencia amistosa de fútbol organizada por la Empresa Cementos Fortaleza originalmente con dos equipos costarricense de la Primera División de Costa Rica, la Liga Deportiva Alajuelense, y el Club Sport Cartaginés, además del club argentino Rosario Central.
La triangular se disputó entre el 30 de junio y el 10 de julio en dos escenarios, primero en el estadio Alejandro Morera Soto, en Alajuela, y luego en el estadio José Rafael “Fello” Meza, en la provincia de Cartago.
La visita de los “Canallas” revive una vieja tradición que durante muchos fue una costumbre durante las pretemporadas y era la activación de cuadrangulares o triangulares internacionales, las mismas involucraban a equipos ticos y otros de diversa nacionalidad, en este caso, manudos, rosarinos y también el Cartaginés se medirán en medio de una triangular que tendrá una copa de por medio.

## Participantes
- Liga Deportiva Alajuelense
- Rosario Central
- Club Sport Cartaginés

## Ediciones

### Edición 2018

#### Clasificación
|    | Equipos               |  | PJ | PG | PE | PP | GF | GC | Dif. | Pts. |
| -- | --------------------- |  | -- | -- | -- | -- | -- | -- | ---- | ---- |
| 1. | C. A. Rosario Central |  | 2  | 2  | 0  | 0  | 5  | 1  | +4   | 6    |
| 3. | L.D. Alajuelense      |  | 2  | 1  | 0  | 1  | 4  | 3  | +1   | 3    |
| 2. | C.S. Cartaginés       |  | 2  | 0  | 0  | 2  | 1  | 6  | -5   | 0    |

#### Partidos
| 30 de junio del 2018, 19:00 UTC-6 | L.D. Alajuelense | 0:3 (0:2) | Rosario Central                                 | Morera Soto, Alajuela      |                            |
|                                   |                  | Reporte   | - Fernando Zampedri 11' 70' - Alfonso Parot 44' | Árbitro(s): Henry Bejarano | Árbitro(s): Henry Bejarano |
| Copa Cementos Fortaleza           |                  |           |                                                 |                            |                            |

| 8 de julio del 2018, 11:00 UTC-6 | C.S. Cartaginés    | 1:2 (0:1) | Rosario Central                           | Fello Meza, Cartago               |                                   |
|                                  | - Nestor Monge 56' | Reporte   | - Marco Ruben 35' - Fernando Zampedri 55' | Árbitro(s): Juan Gabriel Calderón | Árbitro(s): Juan Gabriel Calderón |
| Copa Cementos Fortaleza          |                    |           |                                           |                                   |                                   |

| 10 de julio del 2018, 20:00 UTC-6 | L.D. Alajuelense                                                                    | 4:0 (1:0) | C.S. Cartaginés | Morera Soto, Alajuela          |                                |
|                                   | - Allen Guevara 10' 65' - Roger Rojas 48' → Guevara - Jonathan McDonald 57' → Rojas | Reporte   |                 | Árbitro(s): Cristian Rodríguez | Árbitro(s): Cristian Rodríguez |
| Copa Cementos Fortaleza           |                                                                                     |           |                 |                                |                                |

#### Goleadores
| 1.º                                       |  | Fernando Zampedri | Rosario Central | 3 | 2 | 1.5 |
| 2.º                                       |  | Allen Guevara     | Alajuelense     | 2 | 2 | 1   |
| Última actualización: 10 de julio de 2018 |  |                   |                 |   |   |     |

## Campeón
| Año  | Campeón         | Subcampeón  |
| ---- | --------------- | ----------- |
| 2018 | Rosario Central | Alajuelense |

## Títulos por club
| Club            | Títulos |
| --------------- | ------- |
| Rosario Central | 1       |